# گوین کین
گوین کین (انگلیسی: Gavin Caines؛ زادهٔ ۲۰ سپتامبر ۱۹۸۳) بازیکن فوتبال اهل بریتانیا است.
از باشگاه‌هایی که در آن بازی کرده‌است می‌توان به باشگاه فوتبال بلیث اسپارتانس، باشگاه فوتبال ایستوود، باشگاه فوتبال لوتون تاون، باشگاه فوتبال چلتنهام تاون، باشگاه فوتبال ردیچ یونایتد، باشگاه فوتبال کیدرمینستر هاریرس، باشگاه فوتبال استافورد رانجرز، باشگاه فوتبال فارست گرین راورز، و باشگاه فوتبال والسال اشاره کرد.